# Jean Gaven
Jean Gaven (Saint-Rome-de-Cernon, 16 januari 1922 - Parijs, 5 mei 2014) was een Frans acteur. Tussen 1945 en 1998 had hij een rol in meer dan zestig langspeelfilms, naast enkele tientallen televisiefilms en televisieseries en een tiental stukken in het theater, veelal op de scène van het Théâtre de Paris. Vele van zijn rollen waren bijrollen, hij deelde de affiche met onder meer Jean Gabin, Simone Signoret, Charles Bronson en Fernandel. Tot zijn beste werk worden zijn rollen gerekend in Si tous les gars du monde, La Loi des rues, Le Boulanger de Valorgue en Le Pacha.
In 1957 huwde hij de Belgische actrice Dominique Wilms.

## Selectie films
- 1945: Les Cadets de l'océan als Albertini
- 1946: L'assassin n'est pas coupable als Gustave Perkinson
- 1947: Six heures à perdre als Antoine
- 1953: Le Boulanger de Valorgue als abbé Daniel
- 1956: Si tous les gars du monde als Jos
- 1956: La Loi des rues als André Remoulin
- 1959: Du rififi chez les femmes als James
- 1968: Le Pacha als Marc
- 1970: Le Passager de la pluie als inspecteur Toussaint
- 1972: La Course du lièvre à travers les champs als Rizzio
- 1975: Histoire d'O als Pierre
- 1978: Who Is Killing the Great Chefs of Europe? als Salpetre
- 1983: L'Été meurtrier als Leballech
- 1996: Les Bidochon als Me Nerval

- Biblioteca Nacional de España: XX6137492
- Bibliothèque nationale de France: cb146807637 (data)
- International Standard Name Identifier: 0000 0003 7185 4436
- Virtual International Authority File: 5503149108715968780004